# Johann Georg Karl Klotzsch
Johann Georg Karl Klotzsch (* 19. Dezember 1763 in Jüterbog; † 10. Juli 1819 in Wittenberg) war ein deutscher Literaturwissenschaftler und Logiker.

## Leben
Nachdem er sich in seiner Heimatstadt vorgebildet hatte, bezog er das Gymnasium in Meißen und am 3. Februar 1783 die Universität Wittenberg. Dort erwarb er am 17. Oktober 1786 den akademischen Grad eines Magisters. Danach betätigte er sich als Hofmeister in Dresden, kehrte nach Wittenberg zurück um seit 1789 als Magister Legens und Adjunkt der philosophischen Fakultät Vorlesungen zu halten. Durch ein kurfürstliches Reskript vom 17. Juni 1793 wurde ihm eine außerordentliche Professur der Philosophie übertragen und nach dem Gottfried August Meerheim gestorben war, übernahm er 1802 den ordentlichen Lehrstuhl für die Dichtkunst. 
In dieser Funktion las er über die römischen Dichter und die Theorie der schönen Wissenschaften. Als gründlicher Kenner der alten und neuen Literatur übernahm er 1810 den Lehrstuhl für Logik. Während ein Teil seiner Kollegen nach der Schließung der Universität Wittenberg nach Halle (Saale) übersiedelte, blieb Klotzsch, weil er bereits kränkelte, in Wittenberg bis zu seinem Lebensende und zog sich in den Ruhestand zurück. Zudem war er im Wintersemester 1814 Rektor der Wittenberger Hochschule.

## Werkauswahl
- De Lingva Germanica Recentiorvm Philosophiam Tractandi Stvdiis Havd Parvm Cvlta. Dissertatio Historico Philosophica. (Klotzsch als Respondent) 2 Teile. Dürr, Wittenberg 1789. (Digitalisat Teil 1), (Teil 2)
- De diligentia Livii in enarrandis prodigiis recte aestimanda Dispositio phillologica historica. Dürr, Wittenberg 1789. (Digitalisat)
- Ueber die Benennung Volkslehrer, eine philosophische Abhandlung veranlasst durch die Rechtshändel des Consitorialrats Sintenis. Frankfurt und Leipzig 1790. (Digitalisat)
- De Occasione Et Indole Epistolae Paulli Ad Philemonem. Tzschiedrich, Wittenberg 1792. (Digitalisat)
- De notione fidei moralis. Tzschiedrich, Wittenberg 1793. (Digitalisat)
- Utrum philosophica scripturae interpretatio, quam commendavit Kantius, admitti possit in explicando N.T, dissertatio philosophica. (Resp. August Christian stauss) Tzschiedrich, Wittenberg 1795. (Digitalisat)
- Handbuch der kritischen Geschichte des N. T. zum Gebrauch der akademischen Vorlesungen. Zimmermann, Wittenberg/Zerbst 1795. (Digitalisat)
- Kurze Darstellung der Lehre von dem moralischen Glauben. In: Schmids Journal seiner Moralität Bd. St. 3
- Pr. de notione Egoiemi moralia. Wittenberg 1797.
- Der Postumus des römischen Dichters Martial, eine Antike, gefunden nebst mehrern andern und mit Erklärungen begleitet. Erbstein, Meißen 1798. (Digitalisat)
- Luc. Annaeos Seneca. 1. Th. Wittenberg und Zerbst 1799, 2. Th. Wittenberg und Zerbst 1802.
- De Octavia Annaei Senecae. Wittenberg 1804.